# Stanisław Bańkowski
Stanisław Bańkowski (ur. 9 stycznia 1910 w Czerwonym Dworze, zm. 31 marca 1983) – polski dziennikarz, publicysta.
Urodził się 9 stycznia 1910 jako syn Juliana w Czerwonym Dworze. W 1957 był redaktorem naczelnym „Życia Warszawy”, po czym przeszedł do pracy w Polskiej Agencji Prasowej, gdzie był dyrektorem, kierownikiem działu krajowego, korespondentem w Londynie. Wraz z Marią Bańkowską był autorem tłumaczenia publikacji pt. Od Giotta do Cézanne'a. Zarys historii malarstwa autorstwa Michaela Leveya.
Zmarł 31 marca 1983. Został pochowany na Cmentarzu Wojskowym na Powązkach w Warszawie (kwatera 37C-10-1).

## Odznaczenia
- Krzyż Komandorski Orderu Odrodzenia Polski (1969)[9]
- Krzyż Oficerski Orderu Odrodzenia Polski (1954, w 10 rocznicę Polski Ludowej za zasługi w pracy zawodowej w dziedzinie prasy i publicystyki)[2]
- Srebrny Krzyż Zasługi (1950, Na wniosek Komitetu Centralnego Polskiej Zjednoczonej Partii Robotniczej - za zasługi w dziedzinie publicystyki)[10]